# Вейн Тауншип (округ Грін, Пенсільванія)
Вейн Тауншип (англ. Wayne Township) — селище (англ. township) в США, в окрузі Грін штату Пенсільванія. Населення — 1025 осіб (2020).

## Демографія
Згідно з переписом 2010 року, у селищі мешкало 1197 осіб у 469 домогосподарствах у складі 344 родин. Було 535 помешкань
Расовий склад населення:
| - 98,5 % — білих - 0,7 % — чорних або афроамериканців - 0,3 % — корінних американців |

До двох чи більше рас належало 0,6 %. Частка іспаномовних становила 0,2 % від усіх жителів.
За віковим діапазоном населення розподілялося таким чином: 22,7 % — особи молодші 18 років, 63,2 % — особи у віці 18—64 років, 14,1 % — особи у віці 65 років та старші. Медіана віку мешканця становила 40,6 року. На 100 осіб жіночої статі у селищі припадало 104,3 чоловіків;  на 100 жінок у віці від 18 років та старших — 101,5 чоловіків також старших 18 років.
Середній дохід на одне домашнє господарство  становив 63 163 долари США (медіана — 53 929), а середній дохід на одну сім'ю — 67 033 долари (медіана — 55 625). За межею бідності перебувало 11,6 % осіб, у тому числі 12,3 % дітей у віці до 18 років та 1,7 % осіб у віці 65 років та старших.
Цивільне працевлаштоване населення становило 476 осіб. Основні галузі зайнятості: освіта, охорона здоров'я та соціальна допомога — 26,3 %, сільське господарство, лісництво, риболовля — 15,5 %, будівництво — 14,9 %.